# Оплата по мере использования
Оплата по мере использования (англ. Pay-as-you-use) - это модель оплаты в облачных вычислениях, которая взимает плату в зависимости от использования ресурсов. Эта практика аналогична счетам за коммунальные услуги (например, за электричество), когда начисляются только фактически потребленные ресурсы.
Одно из основных преимуществ метода оплаты по мере использования заключается в том, что отсутствуют потраченные впустую ресурсы (которые были зарезервированы, но не потреблены), что может стать источником значительных потерь для компаний. Пользователи платят только за использованные мощности, а не за предоставление части ресурсов, которые могут или не могут быть использованы.

## Эволюция концепции платежной модели
Экономическая эффективность - одно из самых ярких и разрекламированных преимуществ облачных вычислений наряду с простотой использования. В связи с быстрым развитием облачных вычислений, используемая модель оплаты также развивается.
Подписка — это самая базовая модель оплаты, которая обеспечивает периодический доступ к продукту или услуге. Основным преимуществом является предсказуемая фиксированная стоимость, которая не зависит от уровня потребления и от того, используется ли услуга вообще. Обратной стороной модели является то, что заранее сложно спрогнозировать потребление, что приводит к превышению доступности.
Pay-as-you-go (также может называться pay-as-you-run,  оплатой по мере распределения (pay-as-you-allocate) и т. д.) — это наиболее часто используемая модель оплаты на данный момент. Основная идея заключается в том, что пользователи платят только за подготовленный сервер (виртуальную машину), когда он работает. Однако с точки зрения ресурсов с оплатой Pay-as-you-go взимается полная плата за выделенные ресурсы (т. е. лимит виртуальных машин) независимо от фактического потребления.
Pay-as-you-use (Оплата по мере использования) - это новейшая модель оплаты в облачных вычислениях, которая появилась после интеграции и популяризации контейнеров в облаках. Он основан на способности контейнеров динамически масштабировать объем предоставляемых ресурсов без простоев (вертикальное масштабирование). В результате, оплата может производиться на основе фактического потребления в течение определенного времени.

## Роль в решении проблемы выбора правильного размера
Выбор правильного размера (англ. right-sizing) - это процесс резервирования экземпляров облачных вычислений (контейнеров, виртуальных машин или «голого железа») с достаточным количеством ресурсов (ОЗУ, ЦП, хранилища, сети) для достижения достаточной производительности при минимально возможных затратах.
Выбор правильного размера направлен на решение двух проблем в облачных вычислениях:
- Превышение доступности (англ. Overallocation), которое приводит к неэффективному использованию облачной инфраструктуры и переплате за ресурсы, которые фактически не используются.
- Недостаточное распределение (англ. Underallocation), которое приводит к нехватке ресурсов, что вызывает проблемы с производительностью или даже простои размещенных проектов, что приводит к неудовлетворительному опыту работы конечных пользователей, упущенным клиентам и потере доходов.

В настоящее время модель оплаты по мере использования является наиболее эффективным ответом на проблему выбора правильного размера. Это позволяет избежать ручного прогнозирования требуемого размера сервера, переложив эту ответственность на точные инструменты, предлагаемые современными поставщиками облачного хостинга. В результате приложениям автоматически предоставляется точное количество ресурсов для обслуживания текущей нагрузки.

## Несоответствие в терминологии
Из-за отсутствия единой терминологии и относительной новизны термин 'оплата по мере использования' (англ. Pay-as-you-use) в облачных вычислениях часто путают с аналогичными терминами, такими как pay-as-you-go, pay-as-you-run, pay-as-you-allocate и т. д. Термины особенно часто путаются в маркетинговых материалах из-за привлекательной структуры слов «платите только за ресурсы, которые вы используете», в то время как с оплатой по мере использования цены в основном основываются на размере экземпляра, но не от реального потребления ресурсов.